# Montreal International Jazz Festival
Il Montreal International Jazz Festival è un festival musicale jazz annuale che si tiene a Montreal, Québec, Canada. Il Montreal Jazz Fest detiene il Guinness World Record 2004 come il più grande festival jazz del mondo. Ogni anno ospita circa 3.000 artisti provenienti da 30 paesi diversi, più di 650 concerti, tra cui 450 spettacoli all'aperto gratuiti, e accoglie oltre 2 milioni di visitatori, il 12,5% dei quali sono turisti, e 300 giornalisti accreditati. Il festival si svolge in 20 diverse palchi, che includono palchi all'aperto gratuiti e sale da concerto al coperto.
Una parte importante del centro della città è chiusa al traffico per dieci giorni, poiché gli spettacoli all'aperto gratuiti sono aperti al pubblico e si tengono su molti palchi contemporaneamente, da mezzogiorno a mezzanotte. I "concerti del grande evento del festival in genere attirano tra 100.000 e 150.000 persone", e possono occasionalmente superare le 200.000. Gli spettacoli si svolgono in una grande varietà di luoghi, dai club di jazz relativamente piccoli alle grandi sale da concerto di Place des Arts. Alcuni degli spettacoli all'aperto si svolgono sulle strade delimitate, mentre altri sono in parchi terrazzati.

## Storia
Rouè-Doudou Boicel fondò il Rising Sun Festijazz, il primo festival blues & jazz di Montreal nel 1978. Ci sono stati anche altri precedenti festival jazz a Montreal, tra cui il festival Jazz de Chez Nous di 3 giorni nel 1979, creato dal bassista di Montreal Charlie Biddle.
Il Montreal Jazz Festival (in seguito: Montreal International Jazz Festival) è stato concepito da Alain Simard, che aveva trascorso gran parte degli anni '70 lavorando con Productions Kosmos, portando artisti come Chuck Berry, Dave Brubeck, Chick Corea, Bo Diddley, John Lee Hooker, Muddy Waters e altri a Montreal per esibirsi. Nel 1977, Simard collaborò con André Ménard e Denyse McCann per formare un organismo chiamato Spectra Scène, ora conosciuta come L'Équipe Spectra, con l'idea di creare un festival estivo a Montreal che avrebbe riunito un certo numero di artisti allo stesso tempo.
Pianificarono il loro primo festival per l'estate del 1979. Incapaci di ottenere fondi sufficienti, i loro piani affondarono, ma furono comunque in grado di produrre due notti di spettacoli al Théâtre-St-Denis con Keith Jarrett e Pat Metheny.
A partire dal 10 maggio 1980 fu organizzato un Montreal Jazz Festival, con il finanziamento di Alain de Grosbois di CBC Stereo e Radio-Québec. Con Gary Burton, Ray Charles, Chick Corea e Vic Vogel in cartellone e una partecipazione di 12.000 persone, l'evento fu ritenuto un successo ed ha continuato a crescere da allora.
Nel 2000 il Festival ha collaborato con Distribution Select per pubblicare il suo cofanetto di 4 CD intitolato Over 20 years of music - Plus de 20 ans de musique. Il cofanetto include un opuscolo di 13 pagine con le biografie degli artisti e note di copertina complete sulla musica.
Nel 1999 un gruppo di musicisti jazz di Montreal deluso per la mancanza di supporto del Montreal International Jazz Festival e la presentazione dei musicisti jazz di Montreal, creò un festival alternativo chiamato L'OFF Festival de Jazz de Montreal. Il festival alternativo continua come un festival jazz annuale di una settimana a Montreal, programmato in gran parte da musicisti.
Nel 2020, per la prima volta nei suoi 40 anni di storia, l'International Montreal Jazz Festival è stato cancellato, a causa della pandemia di COVID-19, in quella che sarebbe stata la sua 41ª edizione.
Nel 2021, a causa della pandemia di COVID-19, fu annunciato che la 41ª edizione sarebbe stata posticipata all'autunno e sarebbe stata ridotta a 5 giorni, con spettacoli all'aperto limitati, mentre gli spettacoli all'interno sarebbero stati sospesi fino al 2022. La possibilità di una cancellazione definitiva è rimasta.

## Registrazioni

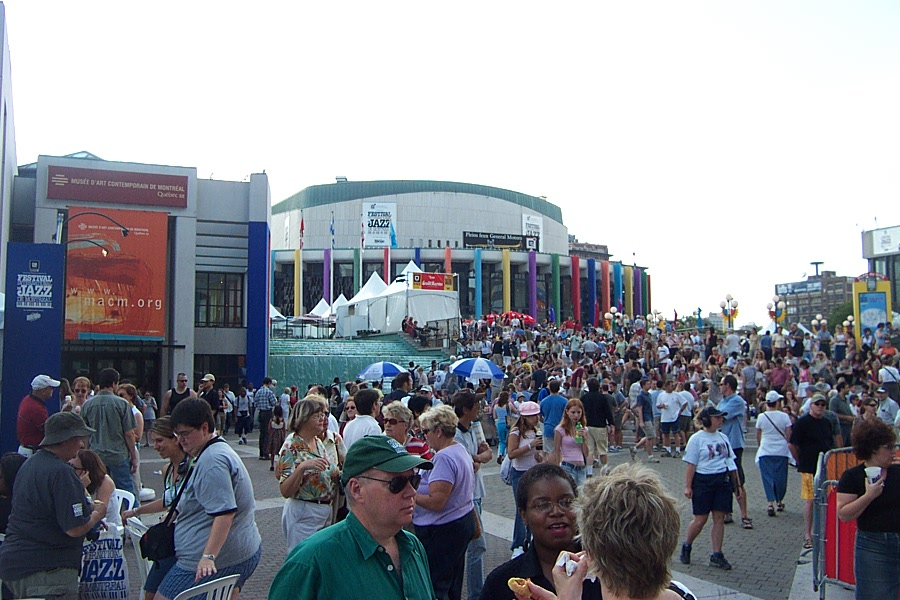
Festival International de Jazz de Montréal

Un certo numero di album sono stati registrati dal vivo al festival, tra i quali:
- Live at Montreal International Jazz Festival – New Air (1983)
- Live at the Montreal Jazz Festival 1985 – Ahmad Jamal (1985)
- After the Morning – John Hicks (1992)
- Live at the Montreal Jazz Festival – Diana Krall (2004)
- Midnight Sun – Cirque du Soleil (2004)
- Live from the Montreal International Jazz Festival – Ben Harper & Relentless7 (2010)

Charlie Haden, The Montreal Tapes – registrato nel 1989
- The Montreal Tapes: with Don Cherry and Ed Blackwell (Verve, 1994)
- The Montreal Tapes: with Paul Bley and Paul Motian (Verve, 1994)
- The Montreal Tapes: with Geri Allen and Paul Motian (Verve, 1997)
- The Montreal Tapes: with Gonzalo Rubalcaba and Paul Motian (Verve, 1997)
- The Montreal Tapes: Liberation Music Orchestra (Verve, 1997)
- The Montreal Tapes: Tribute to Joe Henderson (Verve, 2003)

## Concorsi di Jazz
Fondato nel 1982 il Concours de Jazz è un concorso annuale tenutosi al Montreal International Jazz Festival. La competizione si svolge tra gruppi canadesi che eseguono musica originale e fa parte del programma all'aperto del festival. Nel corso della sua storia il premio è stato assegnato a molti dei più importanti musicisti jazz del Canada.
Cambiamenti di nome
- 1982-1986 – Concours de Jazz
- 1987-1992 – Prix de Jazz Alcan
- 1993-1999 – Prix de Jazz du Maurier
- 2000-2009 – Grand Prix de Jazz General Motors
- 2012–attuale – TD Grand Jazz Award, sponsorizzato da Toronto-Dominion Bank (TD Bank)[13]

Vincitori
- 1982 – Michel Donato
- 1983 – Quartz
- 1984 – Trio Lorraine Desmarais
- 1985 – François Bourassa
- 1986 – Trio Jon Ballantyne
- 1987 – Quintetto Hugh Fraser
- 1988 – Edmonton Jazz Ensemble
- 1989 – Fifth Avenue
- 1990 – Creatures of Habit
- 1991 – Trio Steve Amirault
- 1992 – Trio James Gelfand
- 1993 – Chelsea Bridge
- 1994 – Normand Guilbeault Ensemble
- 1995 – Trio Jean-François Groulx
- 1996 – Quartetto Roy Patterson
- 1997 – Quintetto Joel Miller
- 1998 – Trio John Stetch
- 1999 – Quintetto Chris Mitchell
- 2000 – Quartetto Eduardo Pipman
- 2001 – Nick Ali e Cruzao
- 2002 – Andrew Downing and The Great Uncles of the Revolution
- 2003 – Nancy Walker
- 2004 – Odd Jazz Group
- 2005 – Quartetto Alex Bellegarde
- 2006 – Quintetto David Virelles
- 2007 – Félix Stüssi e Give Me Five
- 2008 – Arden Arapyan
- 2009 – Quartetto Amanda Tosoff
- 2010 – Trio Parc X
- 2011 – Quintetto Alexandre Côté
- 2012 – Robi Botos
- 2013 – Trio Hutchinson-Andrew
- 2014 – Trio Pram
- 2015 – Quintetto Rachel Therrien
- 2016 – Gruppo Brad Cheeseman
- 2017 – Allison Au Quartet